# Periphragella challengeri
Periphragella challengeri är en svampdjursart som beskrevs av Isao Ijima 1927. Periphragella challengeri ingår i släktet Periphragella och familjen Euretidae.
Artens utbredningsområde är havet kring Indonesien. Inga underarter finns listade i Catalogue of Life.